# Kamp Elsenborn

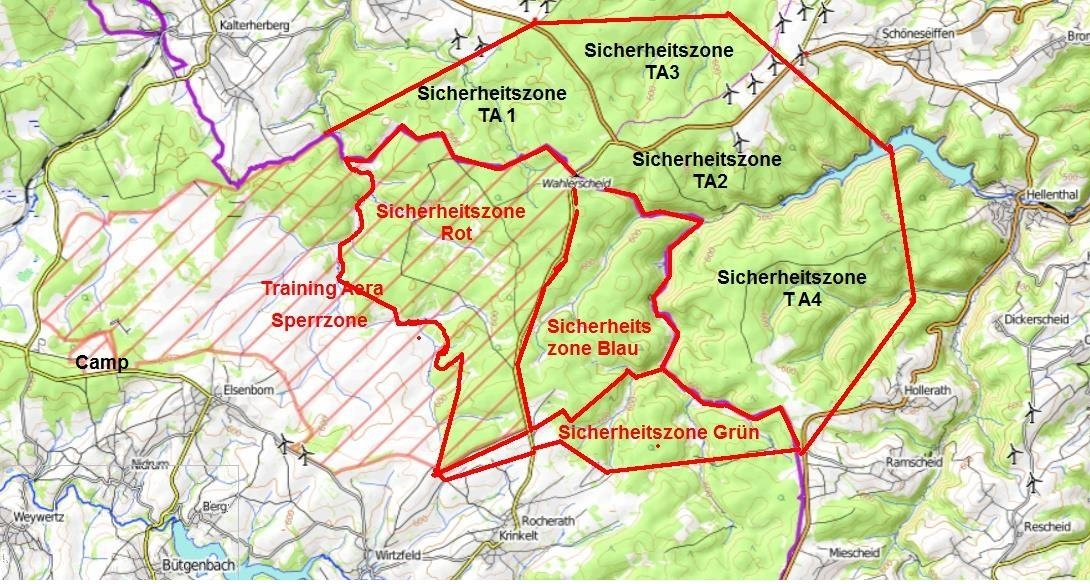
Locatie van het Kamp Elsenborn en de veiligheidszones

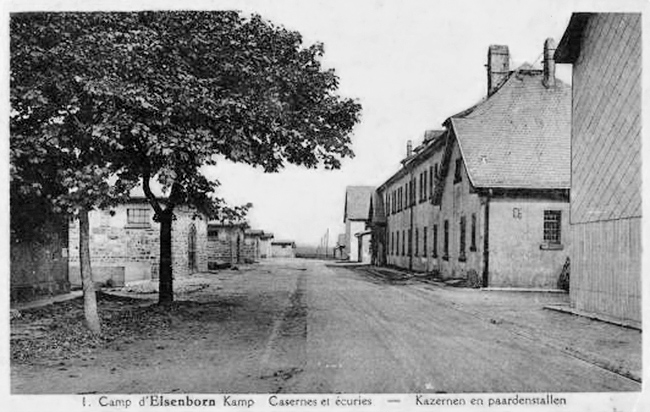
Kamp Elsenborn, ca. 1918

Het Kamp Elsenborn (Frans: Camp d'Elsenborn, Duits: Lager Elsenborn) is een uitgestrekt militair oefenterrein dat zich bevindt bij Elsenborn op het grondgebied van de gemeenten Butgenbach en Büllingen in het uiterste oosten van België en de provincie Luik. Het terrein beslaat ongeveer 27 km². Het kamp wordt tegenwoordig gebruikt zowel door de Defensie van België als door de krijgsmachten van de staten van de Europese Unie en door de Noord-Atlantische Verdragsorganisatie als veld voor maneuvers en tactische oefeningen en als schietveld, door infanterie en artillerie.
Het militair kamp bij het - toen nog Duitse - dorp Elsenborn werd geïnstalleerd door het Pruisische leger, met de hulp van de Vennbahn-spoorweg, ingehuldigd in 1895 en in dienst genomen in 1901. Initieel was Lager Elsenborn een tentenkamp, maar al snel werden gebouwen opgetrokken. Rond 1901 kon het kamp 4000 à 5000 manschappen herbergen en werd het gebruikt voor het trainen van de infanterie, cavalerie en artillerie. 
Tijdens de Eerste Wereldoorlog werd het kamp omgevormd tot opleidingscentrum en interneringscentrum voor Poolse en Russische gevangenen die onder andere werden ingezet om spoorbanen te bouwen. Ook werd het gebruikt als artillerie-opslagplaats.
Volgens de afspraken in het Verdrag van Versailles namen de Belgen begin 1920 het kamp over en nam het Belgische leger zijn intrek in het kamp. Rond 1923 bezochten zoveel troepen het kamp, dat een deel van de bezoekers en hun paarden buiten het kamp moesten worden gehuisvest, bij het dorp Elsenborn. Het kamp werd in deze tijd voornamelijk gebruikt door de artillerie.
Voor de Tweede Wereldoorlog werd het grootste deel van het personeel van het kamp gemobiliseerd en werd het kamp verlaten. Bij de Duitse invasie op 10 mei 1940 werden alleen 13 man achterblijvend personeel gevangengenomen. Het kamp werd door de Duitsers opnieuw gebruikt als opleidingscentrum maar door de Wehrmacht ook als werkkamp en  krijgsgevangenenkamp voor Poolse, Servische en later ook Russische gevangenen onder de naam "Stalag VI G". Op 9 augustus 1944 werd het kamp gebombardeerd door de geallieerden waarbij ongeveer 200 doden vielen en ongeveer driekwart van de gebouwen werd verwoest. In september 1944 werd het kamp bezet door Amerikaanse troepen. Tijdens het Ardennenoffensief bleef het kamp in geallieerde handen.
Na de oorlog werd het kamp weer in gebruik genomen door de Belgen. In de loop van de jaren werd het weer opgebouwd. Bij het ontmijnen van het het oefenterrein vielen nog drie doden. Een bijkomende kazerne werd gebouwd met twaalfhonderd slaapplaatsen die toeliet drie bataljons gelijktijdig te kunnen huisvesten in twaalf slaapblokken en een administratief blok. In 1976 werden de bouwactiviteiten beëindigd. In 1978 werd het geheel nog aangevuld met een self-service restaurant.
In 1998 is op het kazerneterrein een museum opgericht, het Truschbaum Museum dat de geschiedenis van het kamp laat zien, maar ook veel aandacht besteedt aan het Ardennenoffensief, waaronder de mislukte poging van de Duitsers om via Elsenborn Ridge door te breken naar Luik. In 2002 werd het museum aanzienlijk vergroot.
Sinds 1991 wordt Kamp Elsenborn binnen de NAVO als multinationaal oefenterrein gebruikt. Dit houdt in dat naast het Belgische leger, ook o.a. het Duitse en Nederlandse leger hier oefeningen houden. De oefeningen houden in: vuurwapen, tanks, helikopters, vliegtuigen etc.
Kamp Beverlo (Leopoldsburg) ·
Kamp Brasschaat (Brasschaat) ·
Kamp Elsenborn (Elsenborn) ·
Kamp Lagland (Aarlen) ·
Kamp Marche (Marche-en-Famenne)